# Rytiodus

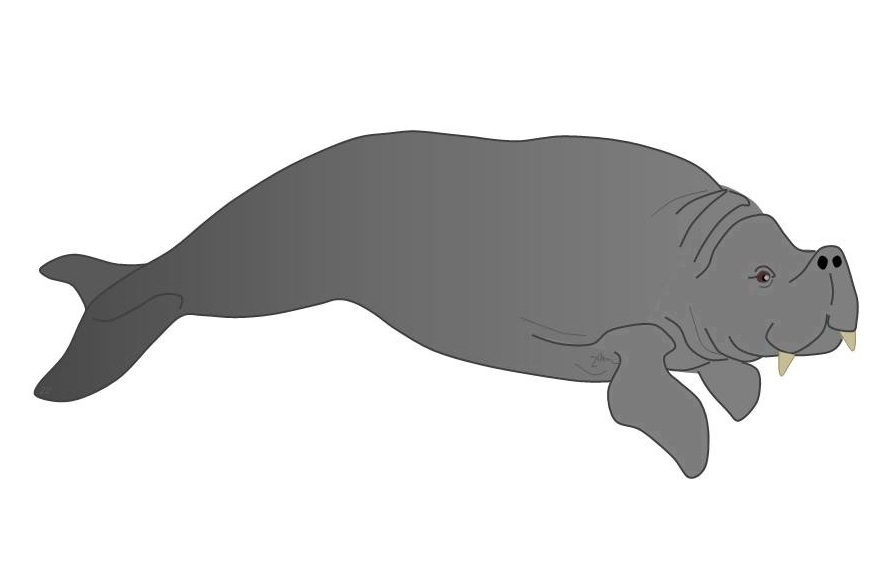
Recreación de Rytiodus.

Rytiodus es un género extinto de mamífero sirénido de la familia Dugongidae, cuyos restos fósiles fueron hallados en Francia y Libia. A diferencia de los sirénidos modernos, Rytiodus estaba dotado de una par de colmillos cortos que sobresalían de la madíbula, posiblemente usados para extraer alimento vegetal de los fondos arenosos. El nombre del género procede del término rytina, "arrugado", nombre con el que antaño se conoció a la vaca marina de Steller.

## Paleobiología
Tenía un cuerpo fusiforme adaptado a la vida acuática, al igual que los actuales sirénidos, pero medía en torno a 6 metros, casi el doble que estos, longitud sólo superada por la vaca marina de Steller (Hydrodamalis gigas). Poseía un par de aletas anteriores y una ancha cola natatoria. 
Poseía dos colmillos que sobresalían del hocico, probablemente utilizados para cortar los tallos gruesos de las hierbas marinas.
Posiblemente habitaba pastos de hierbas marinas de poca profundidad, y se alimentaba de tallos de hierbas marinas.

## Rango temporal
Del Cenozoico, período Oligoceno Superior y Mioceno, hace de 25 a 22 millones de años.